# I liga polska w hokeju na lodzie (2013/2014)
I liga polska w hokeju na lodzie w sezonie 2013/2014 została rozegrana na przełomie 2013 i 2014. Był to 58. sezon rozgrywek o mistrzostwo I ligi w hokeju na lodzie.

## Drużyny
Po zakończeniu sezonu 2012/2013 ustalona została ostateczna kolejność w rozgrywkach. Poprzednią edycję wygrał i awansował do PLH zespół Polonii Bytom. Z ekstraligi w sezonie 2012/2013 został zdegradowany zespół Nesty Toruń, który w jego trakcie wycofał się z rozgrywek.
|   | Stan po sezonie 2012/2013                            |
| - | ---------------------------------------------------- |
| 1 | Polonia Bytom – awans do PHL 2013/2014               |
| 2 | MMKS Podhale Nowy Targ – dzika karta w PHL 2013/2014 |
| 3 | Naprzód Janów                                        |
| 4 | Legia Warszawa                                       |
| 5 | Orlik Opole                                          |
| 6 | KH Gdańsk                                            |
| 7 | SMS I Sosnowiec                                      |
|   | Zespół zdegradowany z PLH 2012/2013                  |
| ↓ | Nesta Toruń                                          |
|   | Zespół promowany z II ligi 2012/2013                 |
| ↑ | 1928 KTH                                             |

## Zgłoszenia klubów
W sezonie 2012/2013 w I lidze występował siedem klubów. Przed sezonem 2013/2014 doszło do zmian, które stanowią różnicę wobec poprzednich edycji. Zwycięzca I ligi, Polonia Bytom, uzyskała awans do nowych rozgrywek pod nazwą Polska Hokej Liga, które zastąpiły ekstraligę PLH. Ponadto drugi poziom rozgrywek opuścił klub MMKS Podhale Nowy Targ, który uzyskał tzw. dziką kartę, uprawniającą do gry w PHL. Do II ligi został zdegradowany z PLH zespół Nesta Toruń. Ponadto do rozgrywek II ligi zostały zgłoszone drużyny 1928 KTH (w poprzednim sezonie pod nazwą KKH Kaszowski Krynica wygrała II ligę) i UKH Dębica.
12 sierpnia 2013 licencję otrzymały kluby MUKS Orlik Opole, HUKS Legia Warszawa, UKH Dębica, KS Toruń HSA. Ostatecznie do rozgrywek przystąpiło i zostało przyjętych osiem zespołów.

### Informacje o klubach
| Klub               | Trener            | Asystent           | Kapitan           | Sponsor strategiczny | Sponsor techniczny |
| ------------------ | ----------------- | ------------------ | ----------------- | -------------------- | ------------------ |
| Legia Warszawa     | Lubomir Witoszek  | Robert Tchórzewski |                   | Miasto Warszawa      | Reebok             |
| 1928 KTH           | Robert Błażowski  | Mateusz Dubel      |                   | Kaszowski            |                    |
| Naprzód Janów      | Waldemar Klisiak  |                    | Łukasz Elżbieciak |                      |                    |
| Nesta Toruń        | Andrzej Masewicz  | Tomasz Jaworski    |                   | Nesta                |                    |
| Orlik Opole        | Jacek Szopiński   |                    |                   |                      | Nike               |
| SMS PZHL Sosnowiec | Andriej Parfionow |                    | Filip Stopiński   | PZHL                 |                    |
| SMS II Sosnowiec   |                   |                    |                   | PZHL                 |                    |
| UKH Dębica         | Arkadiusz Burnat  |                    |                   |                      |                    |

### Lodowiska
| Lp. | Miasto           | Klub                               | Hala                      | Adres                                                                 | Pojemność | Zdjęcie |
| --- | ---------------- | ---------------------------------- | ------------------------- | --------------------------------------------------------------------- | --------- | ------- |
| 1   | Dębica           | UKH Dębica                         | Lodowisko MOSiR           | Ul. Piłsudskiego 19 39-200 Dębica                                     |           | brak    |
| 2   | Katowice (Janów) | Naprzód Janów                      | Jantor                    | Ul. Zofii Nałkowskiej 10 40-425 Katowice                              | 1 417     |         |
| 3   | Krynica-Zdrój    | 1928 KTH                           | Hala widowiskowo-sportowa | ul. Park Sportowy im. dr Juliana Zawadowskiego 5 33-380 Krynica-Zdrój | 3 000     |         |
| 4   | Opole            | Orlik Opole                        | Toropol                   | ul. Barlickiego 13 45-083 Opole                                       | 3 000     |         |
| 5   | Sosnowiec        | SMS I Sosnowiec / SMS II Sosnowiec | Stadion Zimowy            | Ul. Zamkowa 5 41-200 Sosnowiec                                        | 3 500     | brak    |
| 6   | Toruń            | Nesta Toruń                        | Tor-Tor                   | ul. gen. Józefa Bema 23/29 87-100 Toruń                               | 2 997     |         |
| 7   | Warszawa         | Legia Warszawa                     | Torwar II                 | ul. Łazienkowska 6a 00-449 Warszawa                                   | 299       |         |

## Sezon regularny
12 września 2013 przedstawiono terminarz sezonu regularnego, którego inaugurację wyznaczono na 14 września 2013; składał się z sześciu rund (drużyna rozegrała z każdym rywalem po trzy razy mecz i rewanż). W trakcie sezonu z ligi wycofał się klub 1928 KTH z Krynicy, który od tego czasu prowadził wyłącznie drużynę ekstraligową.

### Tabela
| Lp. | Zespół           | M  | Pkt | G + | G - |
| --- | ---------------- | -- | --- | --- | --- |
| 1   | Naprzód Janów    | 40 | 101 | 271 | 86  |
| 2   | Nesta Toruń      | 40 | 93  | 264 | 101 |
| 3   | Orlik Opole      | 40 | 80  | 197 | 137 |
| 4   | Legia Warszawa   | 40 | 63  | 209 | 142 |
| 5   | SMS I Sosnowiec  | 40 | 46  | 123 | 195 |
| 6   | 1928 KTH         | 28 | 28  | 86  | 92  |
| 7   | SMS II Sosnowiec | 40 | 21  | 79  | 220 |
| 8   | UKH Dębica       | 40 | 21  | 114 | 370 |

Legenda: Lp. = lokata, M = liczba rozegranych spotkań, Pkt = Liczba zdobytych punktów, G+ = Gole strzelone, G- = Gole stracone,       = Awans do Play-off

## Faza play-off
Faza play-off rozpoczęła się 1 marca 2014. W jej pierwszej rundzie odbyły się półfinały (pary złożone z drużyn uplasowanych w sezonie zasadniczym na miejscach 1 i 4 oraz 2 i 3).
Półfinały
- Naprzód Janów – Legia Warszawa 2:1 (8:1, 3:5, 4:1)
- Nesta Toruń – Orlik Opole 0:2 (3:4, 2:3)

Finał
- Naprzód Janów – Orlik Opole 3:2 (3:4, 4:1, 4:6, 6:4, 3:1)